# جامع أبو موسى الأشعري (الأنبار)
جامع أبو موسى الأشعري من مساجد العراق الحديثة، وسمي على اسم الصحابي أبو موسى الأشعري، ويقع الجامع قرب مركز شرطة سجاريه، في قضاء الرمادي في محافظة الأنبار، وبني في عام 1417 هـ/1997م، على نفقة المحسن (محجم عبد شلال)، وتبلغ مساحتهُ 1700م2، ويحتوي الحرم على مصلى واسع تبلغ مساحتهُ 1000م2 ويتسع لأكثر من 1000 مصل، وفيه منبر للخطابة صنع من الخشب الصاج، وتعلو الحرم منارة مئذنة شيدت بالطابوق، وتقام في المسجد صلاة الجمعة وصلاة العيدين والصلوات الخمس، ويحيط مبنى الحرم ساحة وحديقة واسعة، ومقابل الحرم طرمة مسقفة، وآخر ترميم لمبنى الجامع كان عام 2007م.